# 週末はファンキーSOUL
『週末はファンキーSOUL』（しゅうまつはファンキーソウル）は、2005年4月2日から2009年3月28日までテレビ岩手で放送されていたローカル番組。前番組『コンビ2Night』の後継番組として放送開始。2006年6月10日放送分からハイビジョン制作。
主にアナウンサーの何気ない会話形式での新製品などの宣伝や、PV（ヒップホップ系が中心）の紹介、視聴者の恋の悩み相談コーナー「男と女の夜物語」などによって構成。撮影は盛岡市内のバーを借り切って行われていた。

## 放送時間
- 土曜日 24:50 - 25:15 （2008年3月29日まで）
- 土曜日 24:55 - 25:20 （2008年4月5日 - 2009年3月28日）

## 出演者
すべて当時テレビ岩手アナウンサー。女性アナウンサーは不定期に1人ずつ入れ替わりながら出演。
- 蔦京平
- 中里美佳（2006年4月から）
- 古舘友華
- 小林ゆり子

過去の出演者
- きぬ（『どこか行こうヨ!』レギュラー出演のため、2006年3月に降板）